# Hans Nathan (Musikwissenschaftler)
Hans Nathan (geboren 5. August 1910 in Berlin; gestorben 4. August 1989 in Boston) war ein US-amerikanischer Musikwissenschaftler.

## Leben
Hans Nathans Vater war ein jüdischer Geschäftsmann, er verschwand 1936, seine Mutter Luzie Nathan-Weyl, geborene Dobrin wurde 1942 im KZ Auschwitz ermordet. Nathan besuchte das Werner-Siemens-Realgymnasium in Berlin-Schöneberg, absolvierte dort 1929 das Abitur. Er studierte Musikwissenschaft bei Curt Sachs an der Friedrich-Wilhelms-Universität zu Berlin, wo er auch promovierte. Ab 1932 arbeitete er als Musikkritiker, später auch als Konzertveranstalter in Berlin.
1936 emigrierte er in die Vereinigten Staaten, wo er ein Postgraduiertenstudium an der Harvard University aufnahm. 1944 wurde er US-Staatsbürger. 1945 übernahm er eine Gastprofessur an der Tufts University in Medford. Nach 1946 war er Fakultätsmitglied der Michigan State University in East Lansing.

## Schriften
- Das Rezitativ der Frühopern Richard Wagners : Ein Beitrag zur Stilistik des Opernrezitativs in der ersten Hälfte des 19. Jahrhunderts. Dissertation Berlin, 1934
- The Tyrolese Family Rainer, and the Vogue of Singing Mountain-Troupes in Europe and America, in: The Musical Quaterly, Vol. 32, No. 1, Jan. 1946